# Copa Argentina 2023
La Copa Argentina 2023 (llamada Copa Argentina «AXION Energy» 2023 por motivos de patrocinio) fue la decimotercera edición de la competición, organizada por la Asociación del Fútbol Argentino, y la undécima de su nueva etapa. 
La competencia contó, en su fase final, con la participación de sesenta y cuatro equipos: los veintiocho que disputaron el Campeonato de Primera División 2022; los quince primeros del Campeonato de Primera Nacional 2022; el ganador del Torneo Complemento 2021 y el campeón y los mejores tres de la tabla general de posiciones de la Primera B 2022; los cinco primeros equipos de ambas zonas de la etapa clasificatoria del Torneo Federal A 2022; el campeón y los tres mejores de la tabla general de posiciones del Campeonato de Primera C 2022, y el campeón y el ganador del torneo clasificatorio del Campeonato de Primera D 2022.
El sorteo se realizó en el predio de la AFA, en la localidad de Ezeiza, el 3 de noviembre de 2022.
El campeón fue el Club Estudiantes de La Plata, que consiguió su primer título en la competición. Obtuvo, de esa forma, la clasificación a la Copa Libertadores 2024 y a la Supercopa Argentina 2023.

## Equipos participantes
Nota: En negrita, el equipo campeón

### Primera División
| Aldosivi          | Argentinos Juniors | Arsenal          | Atlético Tucumán        |
| Banfield          | Barracas Central   | Boca Juniors     | Central Córdoba (SdE)   |
| Colón             | Defensa y Justicia | Estudiantes (LP) | Gimnasia y Esgrima (LP) |
| Godoy Cruz        | Huracán            | Independiente    | Lanús                   |
| Newell's Old Boys | Patronato          | Platense         | Racing Club             |
| River Plate       | Rosario Central    | San Lorenzo      | Sarmiento (J)           |
| Talleres (C)      | Tigre              | Unión            | Vélez Sarsfield         |

### Segunda división

#### Primera Nacional
| All Boys         | Almagro                | Belgrano               | Chacarita Juniors       |
| Chaco For Ever   | Defensores de Belgrano | Deportivo Morón        | Deportivo Riestra       |
| Estudiantes (BA) | Estudiantes (RC)       | Gimnasia y Esgrima (M) | Independiente Rivadavia |
| Instituto        | San Martín (SJ)        | San Martín (T)         |                         |

### Tercera división

#### Primera B
| Colegiales | Comunicaciones | Defensores Unidos | Deportivo Armenio |
| Ituzaingó  |                |                   |                   |

#### Torneo Federal A
| Central Norte (S) | Ciudad de Bolívar | Gimnasia y Tiro (S) | Independiente (C) |
| Olimpo            | Racing (C)        | San Martín (F)      | Sarmiento (R)     |
| Sol de Mayo       | Villa Mitre       |                     |                   |

### Cuarta división

#### Primera C
| Argentino de Merlo | Claypole | Deportivo Español | Excursionistas |

### Quinta división

#### Primera D
| Centro Español | Yupanqui |  |

### Distribución geográfica de los equipos
| Región                           | Equipos |
| -------------------------------- | ------- |
| Provincia de Buenos Aires        | 28      |
| Ciudad de Buenos Aires           | 13      |
| Provincia de Córdoba             | 5       |
| Provincia de Santa Fe            | 4       |
| Provincia de Mendoza             | 3       |
| Provincia del Chaco              | 2       |
| Provincia de Salta               | 2       |
| Provincia de Tucumán             | 2       |
| Provincia de Entre Ríos          | 1       |
| Provincia de Formosa             | 1       |
| Provincia de Río Negro           | 1       |
| Provincia de Santiago del Estero | 1       |
| Provincia de San Juan            | 1       |
| Total                            | 64      |

## Sedes
Los siguientes estadios formaron parte de las sedes en las que se disputaron los partidos. 
|                                                                 |                                                                |                                                                |                                                                       |
|                                                                 |                                                                |                                                                |                                                                       |
| 15 de Abril Ciudad: Santa Fe Capacidad: 26 500                  | 23 de Agosto Ciudad: San Salvador de Jujuy Capacidad: 24 000   | Alfredo Beranger Ciudad: Turdera Capacidad: 26 000             | Brigadier General Estanislao López Ciudad: Santa Fe Capacidad: 40 000 |
|                                                                 |                                                                |                                                                |                                                                       |
| Carlos Augusto Mercado Luna Ciudad: La Rioja Capacidad: 30 000  | Centenario Ciudad: Resistencia Capacidad: 25 000               | Centenario Ciudad de Quilmes Ciudad: Quilmes Capacidad: 30 200 | Ciudad de Caseros Ciudad: Caseros Capacidad: 16 000                   |
|                                                                 |                                                                |                                                                |                                                                       |
| Ciudad de Lanús Ciudad: Lanús Capacidad: 47 027                 | Ciudad de Vicente López Ciudad: Florida Capacidad: 32 300      | Eva Perón Ciudad: Junín Capacidad: 22 000                      | Juan Carmelo Zerillo Ciudad: La Plata Capacidad: 24 500               |
|                                                                 |                                                                |                                                                |                                                                       |
| Juan Gilberto Funes Ciudad: La Punta Capacidad: 15 062          | Julio César Villagra Ciudad: Córdoba Capacidad: 34 830         | Malvinas Argentinas Ciudad: Mendoza Capacidad: 42 500          | Marcelo Bielsa Ciudad: Rosario Capacidad: 42 000                      |
|                                                                 |                                                                |                                                                |                                                                       |
| Mario Alberto Kempes Ciudad: Córdoba Capacidad: 57 000          | Norberto Tomaghello Ciudad: Gobernador Costa Capacidad: 20 000 | Nuevo Francisco Urbano Ciudad: Morón Capacidad: 32 350         | Único de San Nicolás Ciudad: San Nicolás Capacidad: 23 000            |
|                                                                 |                                                                |                                                                |                                                                       |
| Único Diego Armando Maradona Ciudad: La Plata Capacidad: 53 000 | Único Madre de Ciudades Ciudad: Resistencia Capacidad: 30 000  |                                                                |                                                                       |

## Fase final

### Cuadro de desarrollo
El cuadro lo componen los clasificados de las fases preliminares: los veintiocho equipos que disputaron el Campeonato de Primera División 2022, quince de Primera Nacional, quince de tercera división (cinco de Primera B y diez del Torneo Federal A), cuatro de cuarta división (Primera C) y dos de quinta división (Primera D).
|  | Treintaidosavos de final                       | Treintaidosavos de final                       | Treintaidosavos de final |       |                                         | Dieciseisavos de final | Dieciseisavos de final | Dieciseisavos de final |  |                                         | Octavos de final   | Octavos de final | Octavos de final |  |                                      | Cuartos de final | Cuartos de final | Cuartos de final |  |                                         | Semifinales                             | Semifinales      | Semifinales |  |  | Final                                   | Final              | Final |
|  |                                                |                                                |                          |       |                                         |                        |                        |                        |  |                                         |                    |                  |                  |  |                                      |                  |                  |                  |  |                                         |                                         |                  |             |  |  |                                         |                    |       |
|  | Bandera de la Ciudad de Buenos Aires           | River Plate                                    | 3                        |       |                                         |                        |                        |                        |  |                                         |                    |                  |                  |  |                                      |                  |                  |                  |  |                                         |                                         |                  |             |  |  |                                         |                    |       |
|  | Bandera de la Provincia de Córdoba             | Racing (C)                                     | 0                        |       |                                         |                        |                        |                        |  |                                         |                    |                  |                  |  |                                      |                  |                  |                  |  |                                         |                                         |                  |             |  |  |                                         |                    |       |
|  | Bandera de la Provincia de Córdoba             | Racing (C)                                     | 0                        |       | Bandera de la Ciudad de Buenos Aires    | River Plate            | 0                      |                        |  |                                         |                    |                  |                  |  |                                      |                  |                  |                  |  |                                         |                                         |                  |             |  |  |                                         |                    |       |
|  |                                                |                                                |                          |       | Bandera de la Ciudad de Buenos Aires    | River Plate            | 0                      |                        |  |                                         |                    |                  |                  |  |                                      |                  |                  |                  |  |                                         |                                         |                  |             |  |  |                                         |                    |       |
|  |                                                | Bandera de la Provincia de Córdoba             | Talleres (C)             | 1     |                                         |                        |                        |                        |  |                                         |                    |                  |                  |  |                                      |                  |                  |                  |  |                                         |                                         |                  |             |  |  |                                         |                    |       |
|  | Bandera de la Provincia de Córdoba             | Bandera de la Provincia de Córdoba             | Talleres (C)             | 1     | Talleres (C)                            | 2                      |                        |                        |  |                                         |                    |                  |                  |  |                                      |                  |                  |                  |  |                                         |                                         |                  |             |  |  |                                         |                    |       |
|  | Bandera de la Provincia de Córdoba             |                                                |                          |       | Talleres (C)                            | 2                      |                        |                        |  |                                         |                    |                  |                  |  |                                      |                  |                  |                  |  |                                         |                                         |                  |             |  |  |                                         |                    |       |
|  | Bandera de la Provincia de Buenos Aires        | Chacarita Juniors                              | 0                        |       |                                         |                        |                        |                        |  |                                         |                    |                  |                  |  |                                      |                  |                  |                  |  |                                         |                                         |                  |             |  |  |                                         |                    |       |
|  | Bandera de la Provincia de Buenos Aires        | Chacarita Juniors                              | 0                        |       |                                         |                        |                        |                        |  | Bandera de la Provincia de Córdoba      | Talleres (C)       | 2 (3)            |                  |  |                                      |                  |                  |                  |  |                                         |                                         |                  |             |  |  |                                         |                    |       |
|  |                                                |                                                |                          |       |                                         |                        |                        |                        |  | Bandera de la Provincia de Córdoba      | Talleres (C)       | 2 (3)            |                  |  |                                      |                  |                  |                  |  |                                         |                                         |                  |             |  |  |                                         |                    |       |
|  |                                                | Bandera de la Provincia de Santa Fe            | Colón                    | 2 (1) |                                         |                        |                        |                        |  |                                         |                    |                  |                  |  |                                      |                  |                  |                  |  |                                         |                                         |                  |             |  |  |                                         |                    |       |
|  | Bandera de la Provincia de Santa Fe            | Bandera de la Provincia de Santa Fe            | Colón                    | 2 (1) | Colón                                   | 2                      |                        |                        |  |                                         |                    |                  |                  |  |                                      |                  |                  |                  |  |                                         |                                         |                  |             |  |  |                                         |                    |       |
|  | Bandera de la Provincia de Santa Fe            |                                                |                          |       | Colón                                   | 2                      |                        |                        |  |                                         |                    |                  |                  |  |                                      |                  |                  |                  |  |                                         |                                         |                  |             |  |  |                                         |                    |       |
|  | Bandera de la Provincia de Buenos Aires        | Colegiales                                     | 0                        |       |                                         |                        |                        |                        |  |                                         |                    |                  |                  |  |                                      |                  |                  |                  |  |                                         |                                         |                  |             |  |  |                                         |                    |       |
|  | Bandera de la Provincia de Buenos Aires        | Colegiales                                     | 0                        |       | Bandera de la Provincia de Santa Fe     | Colón                  | 2                      |                        |  |                                         |                    |                  |                  |  |                                      |                  |                  |                  |  |                                         |                                         |                  |             |  |  |                                         |                    |       |
|  |                                                |                                                |                          |       | Bandera de la Provincia de Santa Fe     | Colón                  | 2                      |                        |  |                                         |                    |                  |                  |  |                                      |                  |                  |                  |  |                                         |                                         |                  |             |  |  |                                         |                    |       |
|  |                                                | Bandera de la Provincia de Buenos Aires        | Lanús                    | 0     |                                         |                        |                        |                        |  |                                         |                    |                  |                  |  |                                      |                  |                  |                  |  |                                         |                                         |                  |             |  |  |                                         |                    |       |
|  | Bandera de la Provincia de Buenos Aires        | Bandera de la Provincia de Buenos Aires        | Lanús                    | 0     | Lanús                                   | 3                      |                        |                        |  |                                         |                    |                  |                  |  |                                      |                  |                  |                  |  |                                         |                                         |                  |             |  |  |                                         |                    |       |
|  | Bandera de la Provincia de Buenos Aires        |                                                |                          |       | Lanús                                   | 3                      |                        |                        |  |                                         |                    |                  |                  |  |                                      |                  |                  |                  |  |                                         |                                         |                  |             |  |  |                                         |                    |       |
|  | Bandera de la Provincia del Río Negro          | Sol de Mayo                                    | 1                        |       |                                         |                        |                        |                        |  |                                         |                    |                  |                  |  |                                      |                  |                  |                  |  |                                         |                                         |                  |             |  |  |                                         |                    |       |
|  | Bandera de la Provincia del Río Negro          | Sol de Mayo                                    | 1                        |       |                                         |                        |                        |                        |  |                                         |                    |                  |                  |  | Bandera de la Provincia de Córdoba   | Talleres (C)     | 1 (1)            |                  |  |                                         |                                         |                  |             |  |  |                                         |                    |       |
|  |                                                |                                                |                          |       |                                         |                        |                        |                        |  |                                         |                    |                  |                  |  | Bandera de la Provincia de Córdoba   | Talleres (C)     | 1 (1)            |                  |  |                                         |                                         |                  |             |  |  |                                         |                    |       |
|  |                                                | Bandera de la Ciudad de Buenos Aires           | Boca Juniors             | 1 (4) |                                         |                        |                        |                        |  |                                         |                    |                  |                  |  |                                      |                  |                  |                  |  |                                         |                                         |                  |             |  |  |                                         |                    |       |
|  | Bandera de la Provincia de Buenos Aires        | Bandera de la Ciudad de Buenos Aires           | Boca Juniors             | 1 (4) | Gimnasia y Esgrima (LP)                 | 1 (5)                  |                        |                        |  |                                         |                    |                  |                  |  |                                      |                  |                  |                  |  |                                         |                                         |                  |             |  |  |                                         |                    |       |
|  | Bandera de la Provincia de Buenos Aires        |                                                |                          |       | Gimnasia y Esgrima (LP)                 | 1 (5)                  |                        |                        |  |                                         |                    |                  |                  |  |                                      |                  |                  |                  |  |                                         |                                         |                  |             |  |  |                                         |                    |       |
|  | Bandera de la Ciudad de Buenos Aires           | Excursionistas                                 | 1 (6)                    |       |                                         |                        |                        |                        |  |                                         |                    |                  |                  |  |                                      |                  |                  |                  |  |                                         |                                         |                  |             |  |  |                                         |                    |       |
|  | Bandera de la Ciudad de Buenos Aires           | Excursionistas                                 | 1 (6)                    |       | Bandera de la Ciudad de Buenos Aires    | Excursionistas         | 1                      |                        |  |                                         |                    |                  |                  |  |                                      |                  |                  |                  |  |                                         |                                         |                  |             |  |  |                                         |                    |       |
|  |                                                |                                                |                          |       | Bandera de la Ciudad de Buenos Aires    | Excursionistas         | 1                      |                        |  |                                         |                    |                  |                  |  |                                      |                  |                  |                  |  |                                         |                                         |                  |             |  |  |                                         |                    |       |
|  |                                                | Bandera de la Provincia de Buenos Aires        | Almagro                  | 4     |                                         |                        |                        |                        |  |                                         |                    |                  |                  |  |                                      |                  |                  |                  |  |                                         |                                         |                  |             |  |  |                                         |                    |       |
|  | Bandera de la Provincia de Santa Fe            | Bandera de la Provincia de Buenos Aires        | Almagro                  | 4     | Unión                                   | 1 (3)                  |                        |                        |  |                                         |                    |                  |                  |  |                                      |                  |                  |                  |  |                                         |                                         |                  |             |  |  |                                         |                    |       |
|  | Bandera de la Provincia de Santa Fe            |                                                |                          |       | Unión                                   | 1 (3)                  |                        |                        |  |                                         |                    |                  |                  |  |                                      |                  |                  |                  |  |                                         |                                         |                  |             |  |  |                                         |                    |       |
|  | Bandera de la Provincia de Buenos Aires        | Almagro                                        | 1 (4)                    |       |                                         |                        |                        |                        |  |                                         |                    |                  |                  |  |                                      |                  |                  |                  |  |                                         |                                         |                  |             |  |  |                                         |                    |       |
|  | Bandera de la Provincia de Buenos Aires        | Almagro                                        | 1 (4)                    |       |                                         |                        |                        |                        |  | Bandera de la Provincia de Buenos Aires | Almagro            | 2 (3)            |                  |  |                                      |                  |                  |                  |  |                                         |                                         |                  |             |  |  |                                         |                    |       |
|  |                                                |                                                |                          |       |                                         |                        |                        |                        |  | Bandera de la Provincia de Buenos Aires | Almagro            | 2 (3)            |                  |  |                                      |                  |                  |                  |  |                                         |                                         |                  |             |  |  |                                         |                    |       |
|  |                                                | Bandera de la Ciudad de Buenos Aires           | Boca Juniors             | 2 (4) |                                         |                        |                        |                        |  |                                         |                    |                  |                  |  |                                      |                  |                  |                  |  |                                         |                                         |                  |             |  |  |                                         |                    |       |
|  | Bandera de la Ciudad de Buenos Aires           | Bandera de la Ciudad de Buenos Aires           | Boca Juniors             | 2 (4) | Barracas Central                        | 1                      |                        |                        |  |                                         |                    |                  |                  |  |                                      |                  |                  |                  |  |                                         |                                         |                  |             |  |  |                                         |                    |       |
|  | Bandera de la Ciudad de Buenos Aires           |                                                |                          |       | Barracas Central                        | 1                      |                        |                        |  |                                         |                    |                  |                  |  |                                      |                  |                  |                  |  |                                         |                                         |                  |             |  |  |                                         |                    |       |
|  | Bandera de la Provincia de Buenos Aires        | Estudiantes (BA)                               | 0                        |       |                                         |                        |                        |                        |  |                                         |                    |                  |                  |  |                                      |                  |                  |                  |  |                                         |                                         |                  |             |  |  |                                         |                    |       |
|  | Bandera de la Provincia de Buenos Aires        | Estudiantes (BA)                               | 0                        |       | Bandera de la Ciudad de Buenos Aires    | Barracas Central       | 1                      |                        |  |                                         |                    |                  |                  |  |                                      |                  |                  |                  |  |                                         |                                         |                  |             |  |  |                                         |                    |       |
|  |                                                |                                                |                          |       | Bandera de la Ciudad de Buenos Aires    | Barracas Central       | 1                      |                        |  |                                         |                    |                  |                  |  |                                      |                  |                  |                  |  |                                         |                                         |                  |             |  |  |                                         |                    |       |
|  |                                                | Bandera de la Ciudad de Buenos Aires           | Boca Juniors             | 2     |                                         |                        |                        |                        |  |                                         |                    |                  |                  |  |                                      |                  |                  |                  |  |                                         |                                         |                  |             |  |  |                                         |                    |       |
|  | Bandera de la Ciudad de Buenos Aires           | Bandera de la Ciudad de Buenos Aires           | Boca Juniors             | 2     | Boca Juniors                            | 2                      |                        |                        |  |                                         |                    |                  |                  |  |                                      |                  |                  |                  |  |                                         |                                         |                  |             |  |  |                                         |                    |       |
|  | Bandera de la Ciudad de Buenos Aires           |                                                |                          |       | Boca Juniors                            | 2                      |                        |                        |  |                                         |                    |                  |                  |  |                                      |                  |                  |                  |  |                                         |                                         |                  |             |  |  |                                         |                    |       |
|  | Bandera de la Provincia de Buenos Aires        | Olimpo                                         | 1                        |       |                                         |                        |                        |                        |  |                                         |                    |                  |                  |  |                                      |                  |                  |                  |  |                                         |                                         |                  |             |  |  |                                         |                    |       |
|  | Bandera de la Provincia de Buenos Aires        | Olimpo                                         | 1                        |       |                                         |                        |                        |                        |  |                                         |                    |                  |                  |  |                                      |                  |                  |                  |  | Bandera de la Ciudad de Buenos Aires    | Boca Juniors                            | 2                |             |  |  |                                         |                    |       |
|  |                                                |                                                |                          |       |                                         |                        |                        |                        |  |                                         |                    |                  |                  |  |                                      |                  |                  |                  |  | Bandera de la Ciudad de Buenos Aires    | Boca Juniors                            | 2                |             |  |  |                                         |                    |       |
|  |                                                |                                                |                          |       |                                         |                        |                        |                        |  |                                         |                    |                  |                  |  |                                      |                  |                  |                  |  |                                         | Bandera de la Provincia de Buenos Aires | Estudiantes (LP) | 3           |  |  |                                         |                    |       |
|  | Bandera de la Provincia de Buenos Aires        | Racing Club                                    | 3                        |       |                                         |                        |                        |                        |  |                                         |                    |                  |                  |  |                                      |                  |                  |                  |  |                                         | Bandera de la Provincia de Buenos Aires | Estudiantes (LP) | 3           |  |  |                                         |                    |       |
|  | Bandera de la Provincia de Buenos Aires        | Racing Club                                    | 3                        |       |                                         |                        |                        |                        |  |                                         |                    |                  |                  |  |                                      |                  |                  |                  |  |                                         |                                         |                  |             |  |  |                                         |                    |       |
|  | Bandera de la Provincia de Formosa             | San Martín (F)                                 | 1                        |       |                                         |                        |                        |                        |  |                                         |                    |                  |                  |  |                                      |                  |                  |                  |  |                                         |                                         |                  |             |  |  |                                         |                    |       |
|  | Bandera de la Provincia de Formosa             | San Martín (F)                                 | 1                        |       | Bandera de la Provincia de Buenos Aires | Racing Club            | 2                      |                        |  |                                         |                    |                  |                  |  |                                      |                  |                  |                  |  |                                         |                                         |                  |             |  |  |                                         |                    |       |
|  |                                                |                                                |                          |       | Bandera de la Provincia de Buenos Aires | Racing Club            | 2                      |                        |  |                                         |                    |                  |                  |  |                                      |                  |                  |                  |  |                                         |                                         |                  |             |  |  |                                         |                    |       |
|  |                                                | Bandera de la Provincia de Tucumán             | San Martín (T)           | 1     |                                         |                        |                        |                        |  |                                         |                    |                  |                  |  |                                      |                  |                  |                  |  |                                         |                                         |                  |             |  |  |                                         |                    |       |
|  | Bandera de la Provincia de Tucumán             | Bandera de la Provincia de Tucumán             | San Martín (T)           | 1     | San Martín (T)                          | 2                      |                        |                        |  |                                         |                    |                  |                  |  |                                      |                  |                  |                  |  |                                         |                                         |                  |             |  |  |                                         |                    |       |
|  | Bandera de la Provincia de Tucumán             |                                                |                          |       | San Martín (T)                          | 2                      |                        |                        |  |                                         |                    |                  |                  |  |                                      |                  |                  |                  |  |                                         |                                         |                  |             |  |  |                                         |                    |       |
|  | Bandera de la Provincia de Buenos Aires        | Deportivo Morón                                | 0                        |       |                                         |                        |                        |                        |  |                                         |                    |                  |                  |  |                                      |                  |                  |                  |  |                                         |                                         |                  |             |  |  |                                         |                    |       |
|  | Bandera de la Provincia de Buenos Aires        | Deportivo Morón                                | 0                        |       |                                         |                        |                        |                        |  | Bandera de la Provincia de Buenos Aires | Racing Club        | 3                |                  |  |                                      |                  |                  |                  |  |                                         |                                         |                  |             |  |  |                                         |                    |       |
|  |                                                |                                                |                          |       |                                         |                        |                        |                        |  | Bandera de la Provincia de Buenos Aires | Racing Club        | 3                |                  |  |                                      |                  |                  |                  |  |                                         |                                         |                  |             |  |  |                                         |                    |       |
|  |                                                | Bandera de la Ciudad de Buenos Aires           | Huracán                  | 5     |                                         |                        |                        |                        |  |                                         |                    |                  |                  |  |                                      |                  |                  |                  |  |                                         |                                         |                  |             |  |  |                                         |                    |       |
|  | Bandera de la Provincia de Córdoba             | Bandera de la Ciudad de Buenos Aires           | Huracán                  | 5     | Instituto                               | 2                      |                        |                        |  |                                         |                    |                  |                  |  |                                      |                  |                  |                  |  |                                         |                                         |                  |             |  |  |                                         |                    |       |
|  | Bandera de la Provincia de Córdoba             |                                                |                          |       | Instituto                               | 2                      |                        |                        |  |                                         |                    |                  |                  |  |                                      |                  |                  |                  |  |                                         |                                         |                  |             |  |  |                                         |                    |       |
|  | Bandera de la Ciudad de Buenos Aires           | Deportivo Riestra                              | 1                        |       |                                         |                        |                        |                        |  |                                         |                    |                  |                  |  |                                      |                  |                  |                  |  |                                         |                                         |                  |             |  |  |                                         |                    |       |
|  | Bandera de la Ciudad de Buenos Aires           | Deportivo Riestra                              | 1                        |       | Bandera de la Provincia de Córdoba      | Instituto              | 0                      |                        |  |                                         |                    |                  |                  |  |                                      |                  |                  |                  |  |                                         |                                         |                  |             |  |  |                                         |                    |       |
|  |                                                |                                                |                          |       | Bandera de la Provincia de Córdoba      | Instituto              | 0                      |                        |  |                                         |                    |                  |                  |  |                                      |                  |                  |                  |  |                                         |                                         |                  |             |  |  |                                         |                    |       |
|  |                                                | Bandera de la Ciudad de Buenos Aires           | Huracán                  | 2     |                                         |                        |                        |                        |  |                                         |                    |                  |                  |  |                                      |                  |                  |                  |  |                                         |                                         |                  |             |  |  |                                         |                    |       |
|  | Bandera de la Ciudad de Buenos Aires           | Bandera de la Ciudad de Buenos Aires           | Huracán                  | 2     | Huracán                                 | 4                      |                        |                        |  |                                         |                    |                  |                  |  |                                      |                  |                  |                  |  |                                         |                                         |                  |             |  |  |                                         |                    |       |
|  | Bandera de la Ciudad de Buenos Aires           |                                                |                          |       | Huracán                                 | 4                      |                        |                        |  |                                         |                    |                  |                  |  |                                      |                  |                  |                  |  |                                         |                                         |                  |             |  |  |                                         |                    |       |
|  | Bandera de la Ciudad de Buenos Aires           | Yupanqui                                       | 1                        |       |                                         |                        |                        |                        |  |                                         |                    |                  |                  |  |                                      |                  |                  |                  |  |                                         |                                         |                  |             |  |  |                                         |                    |       |
|  | Bandera de la Ciudad de Buenos Aires           | Yupanqui                                       | 1                        |       |                                         |                        |                        |                        |  |                                         |                    |                  |                  |  | Bandera de la Ciudad de Buenos Aires | Huracán          | 0                |                  |  |                                         |                                         |                  |             |  |  |                                         |                    |       |
|  |                                                |                                                |                          |       |                                         |                        |                        |                        |  |                                         |                    |                  |                  |  | Bandera de la Ciudad de Buenos Aires | Huracán          | 0                |                  |  |                                         |                                         |                  |             |  |  |                                         |                    |       |
|  |                                                | Bandera de la Provincia de Buenos Aires        | Estudiantes (LP)         | 2     |                                         |                        |                        |                        |  |                                         |                    |                  |                  |  |                                      |                  |                  |                  |  |                                         |                                         |                  |             |  |  |                                         |                    |       |
|  | Bandera de la Provincia de Buenos Aires        | Bandera de la Provincia de Buenos Aires        | Estudiantes (LP)         | 2     | Independiente                           | 3                      |                        |                        |  |                                         |                    |                  |                  |  |                                      |                  |                  |                  |  |                                         |                                         |                  |             |  |  |                                         |                    |       |
|  | Bandera de la Provincia de Buenos Aires        |                                                |                          |       | Independiente                           | 3                      |                        |                        |  |                                         |                    |                  |                  |  |                                      |                  |                  |                  |  |                                         |                                         |                  |             |  |  |                                         |                    |       |
|  | Bandera de la Provincia de Buenos Aires        | Ciudad de Bolívar                              | 0                        |       |                                         |                        |                        |                        |  |                                         |                    |                  |                  |  |                                      |                  |                  |                  |  |                                         |                                         |                  |             |  |  |                                         |                    |       |
|  | Bandera de la Provincia de Buenos Aires        | Ciudad de Bolívar                              | 0                        |       | Bandera de la Provincia de Buenos Aires | Independiente          | 0 (7)                  |                        |  |                                         |                    |                  |                  |  |                                      |                  |                  |                  |  |                                         |                                         |                  |             |  |  |                                         |                    |       |
|  |                                                |                                                |                          |       | Bandera de la Provincia de Buenos Aires | Independiente          | 0 (7)                  |                        |  |                                         |                    |                  |                  |  |                                      |                  |                  |                  |  |                                         |                                         |                  |             |  |  |                                         |                    |       |
|  |                                                | Bandera de la Provincia de Santiago del Estero | Central Córdoba (SdE)    | 0 (6) |                                         |                        |                        |                        |  |                                         |                    |                  |                  |  |                                      |                  |                  |                  |  |                                         |                                         |                  |             |  |  |                                         |                    |       |
|  | Bandera de la Provincia de Santiago del Estero | Bandera de la Provincia de Santiago del Estero | Central Córdoba (SdE)    | 0 (6) | Central Córdoba (SdE)                   | 3                      |                        |                        |  |                                         |                    |                  |                  |  |                                      |                  |                  |                  |  |                                         |                                         |                  |             |  |  |                                         |                    |       |
|  | Bandera de la Provincia de Santiago del Estero |                                                |                          |       | Central Córdoba (SdE)                   | 3                      |                        |                        |  |                                         |                    |                  |                  |  |                                      |                  |                  |                  |  |                                         |                                         |                  |             |  |  |                                         |                    |       |
|  | Bandera de la Ciudad de Buenos Aires           | Comunicaciones                                 | 0                        |       |                                         |                        |                        |                        |  |                                         |                    |                  |                  |  |                                      |                  |                  |                  |  |                                         |                                         |                  |             |  |  |                                         |                    |       |
|  | Bandera de la Ciudad de Buenos Aires           | Comunicaciones                                 | 0                        |       |                                         |                        |                        |                        |  | Bandera de la Provincia de Buenos Aires | Independiente      | 1 (1)            |                  |  |                                      |                  |                  |                  |  |                                         |                                         |                  |             |  |  |                                         |                    |       |
|  |                                                |                                                |                          |       |                                         |                        |                        |                        |  | Bandera de la Provincia de Buenos Aires | Independiente      | 1 (1)            |                  |  |                                      |                  |                  |                  |  |                                         |                                         |                  |             |  |  |                                         |                    |       |
|  |                                                | Bandera de la Provincia de Buenos Aires        | Estudiantes (LP)         | 1 (3) |                                         |                        |                        |                        |  |                                         |                    |                  |                  |  |                                      |                  |                  |                  |  |                                         |                                         |                  |             |  |  |                                         |                    |       |
|  | Bandera de la Provincia de Mendoza             | Bandera de la Provincia de Buenos Aires        | Estudiantes (LP)         | 1 (3) | Gimnasia y Esgrima (M)                  | 0 (2)                  |                        |                        |  |                                         |                    |                  |                  |  |                                      |                  |                  |                  |  |                                         |                                         |                  |             |  |  |                                         |                    |       |
|  | Bandera de la Provincia de Mendoza             |                                                |                          |       | Gimnasia y Esgrima (M)                  | 0 (2)                  |                        |                        |  |                                         |                    |                  |                  |  |                                      |                  |                  |                  |  |                                         |                                         |                  |             |  |  |                                         |                    |       |
|  | Bandera de la Ciudad de Buenos Aires           | All Boys                                       | 0 (4)                    |       |                                         |                        |                        |                        |  |                                         |                    |                  |                  |  |                                      |                  |                  |                  |  |                                         |                                         |                  |             |  |  |                                         |                    |       |
|  | Bandera de la Ciudad de Buenos Aires           | All Boys                                       | 0 (4)                    |       | Bandera de la Ciudad de Buenos Aires    | All Boys               | 0                      |                        |  |                                         |                    |                  |                  |  |                                      |                  |                  |                  |  |                                         |                                         |                  |             |  |  |                                         |                    |       |
|  |                                                |                                                |                          |       | Bandera de la Ciudad de Buenos Aires    | All Boys               | 0                      |                        |  |                                         |                    |                  |                  |  |                                      |                  |                  |                  |  |                                         |                                         |                  |             |  |  |                                         |                    |       |
|  |                                                | Bandera de la Provincia de Buenos Aires        | Estudiantes (LP)         | 1     |                                         |                        |                        |                        |  |                                         |                    |                  |                  |  |                                      |                  |                  |                  |  |                                         |                                         |                  |             |  |  |                                         |                    |       |
|  | Bandera de la Provincia de Buenos Aires        | Bandera de la Provincia de Buenos Aires        | Estudiantes (LP)         | 1     | Estudiantes (LP)                        | 3                      |                        |                        |  |                                         |                    |                  |                  |  |                                      |                  |                  |                  |  |                                         |                                         |                  |             |  |  |                                         |                    |       |
|  | Bandera de la Provincia de Buenos Aires        |                                                |                          |       | Estudiantes (LP)                        | 3                      |                        |                        |  |                                         |                    |                  |                  |  |                                      |                  |                  |                  |  |                                         |                                         |                  |             |  |  |                                         |                    |       |
|  | Bandera de la Provincia de Buenos Aires        | Independiente (C)                              | 0                        |       |                                         |                        |                        |                        |  |                                         |                    |                  |                  |  |                                      |                  |                  |                  |  |                                         |                                         |                  |             |  |  |                                         |                    |       |
|  |                                                |                                                |                          |       |                                         |                        |                        |                        |  |                                         |                    |                  |                  |  |                                      |                  |                  |                  |  |                                         |                                         |                  |             |  |  | Bandera de la Provincia de Buenos Aires | Estudiantes (LP)   | 1     |
|  |                                                |                                                |                          |       |                                         |                        |                        |                        |  |                                         |                    |                  |                  |  |                                      |                  |                  |                  |  |                                         |                                         |                  |             |  |  | Bandera de la Provincia de Buenos Aires | Estudiantes (LP)   | 1     |
|  |                                                |                                                |                          |       |                                         |                        |                        |                        |  |                                         |                    |                  |                  |  |                                      |                  |                  |                  |  |                                         |                                         |                  |             |  |  | Bandera de la Provincia de Buenos Aires | Defensa y Justicia | 0     |
|  | Bandera de la Provincia de Buenos Aires        | Arsenal                                        | 1 (6)                    |       |                                         |                        |                        |                        |  |                                         |                    |                  |                  |  |                                      |                  |                  |                  |  |                                         |                                         |                  |             |  |  |                                         |                    |       |
|  | Bandera de la Provincia de Buenos Aires        | Villa Mitre                                    | 1 (7)                    |       |                                         |                        |                        |                        |  |                                         |                    |                  |                  |  |                                      |                  |                  |                  |  |                                         |                                         |                  |             |  |  |                                         |                    |       |
|  | Bandera de la Provincia de Buenos Aires        | Villa Mitre                                    | 1 (7)                    |       | Bandera de la Provincia de Buenos Aires | Villa Mitre            | 0 (4)                  |                        |  |                                         |                    |                  |                  |  |                                      |                  |                  |                  |  |                                         |                                         |                  |             |  |  |                                         |                    |       |
|  |                                                |                                                |                          |       | Bandera de la Provincia de Buenos Aires | Villa Mitre            | 0 (4)                  |                        |  |                                         |                    |                  |                  |  |                                      |                  |                  |                  |  |                                         |                                         |                  |             |  |  |                                         |                    |       |
|  |                                                | Bandera de la Provincia de Mendoza             | Godoy Cruz               | 0 (2) |                                         |                        |                        |                        |  |                                         |                    |                  |                  |  |                                      |                  |                  |                  |  |                                         |                                         |                  |             |  |  |                                         |                    |       |
|  | Bandera de la Provincia de Mendoza             | Bandera de la Provincia de Mendoza             | Godoy Cruz               | 0 (2) | Godoy Cruz                              | 3                      |                        |                        |  |                                         |                    |                  |                  |  |                                      |                  |                  |                  |  |                                         |                                         |                  |             |  |  |                                         |                    |       |
|  | Bandera de la Provincia de Mendoza             |                                                |                          |       | Godoy Cruz                              | 3                      |                        |                        |  |                                         |                    |                  |                  |  |                                      |                  |                  |                  |  |                                         |                                         |                  |             |  |  |                                         |                    |       |
|  | Bandera de la Provincia de Buenos Aires        | Defensores Unidos                              | 1                        |       |                                         |                        |                        |                        |  |                                         |                    |                  |                  |  |                                      |                  |                  |                  |  |                                         |                                         |                  |             |  |  |                                         |                    |       |
|  | Bandera de la Provincia de Buenos Aires        | Defensores Unidos                              | 1                        |       |                                         |                        |                        |                        |  | Bandera de la Provincia de Buenos Aires | Villa Mitre        | 0 (3)            |                  |  |                                      |                  |                  |                  |  |                                         |                                         |                  |             |  |  |                                         |                    |       |
|  |                                                |                                                |                          |       |                                         |                        |                        |                        |  | Bandera de la Provincia de Buenos Aires | Villa Mitre        | 0 (3)            |                  |  |                                      |                  |                  |                  |  |                                         |                                         |                  |             |  |  |                                         |                    |       |
|  |                                                | Bandera de la Provincia del Chaco              | Chaco For Ever           | 0 (4) |                                         |                        |                        |                        |  |                                         |                    |                  |                  |  |                                      |                  |                  |                  |  |                                         |                                         |                  |             |  |  |                                         |                    |       |
|  | Bandera de la Provincia de Buenos Aires        | Bandera de la Provincia del Chaco              | Chaco For Ever           | 0 (4) | Sarmiento (J)                           | 0 (5)                  |                        |                        |  |                                         |                    |                  |                  |  |                                      |                  |                  |                  |  |                                         |                                         |                  |             |  |  |                                         |                    |       |
|  | Bandera de la Provincia de Buenos Aires        |                                                |                          |       | Sarmiento (J)                           | 0 (5)                  |                        |                        |  |                                         |                    |                  |                  |  |                                      |                  |                  |                  |  |                                         |                                         |                  |             |  |  |                                         |                    |       |
|  | Bandera de la Provincia del Chaco              | Chaco For Ever                                 | 0 (6)                    |       |                                         |                        |                        |                        |  |                                         |                    |                  |                  |  |                                      |                  |                  |                  |  |                                         |                                         |                  |             |  |  |                                         |                    |       |
|  | Bandera de la Provincia del Chaco              | Chaco For Ever                                 | 0 (6)                    |       | Bandera de la Provincia del Chaco       | Chaco For Ever         | 1                      |                        |  |                                         |                    |                  |                  |  |                                      |                  |                  |                  |  |                                         |                                         |                  |             |  |  |                                         |                    |       |
|  |                                                |                                                |                          |       | Bandera de la Provincia del Chaco       | Chaco For Ever         | 1                      |                        |  |                                         |                    |                  |                  |  |                                      |                  |                  |                  |  |                                         |                                         |                  |             |  |  |                                         |                    |       |
|  |                                                | Bandera de la Provincia de Santa Fe            | Rosario Central          | 0     |                                         |                        |                        |                        |  |                                         |                    |                  |                  |  |                                      |                  |                  |                  |  |                                         |                                         |                  |             |  |  |                                         |                    |       |
|  | Bandera de la Provincia de Santa Fe            | Bandera de la Provincia de Santa Fe            | Rosario Central          | 0     | Rosario Central                         | 4                      |                        |                        |  |                                         |                    |                  |                  |  |                                      |                  |                  |                  |  |                                         |                                         |                  |             |  |  |                                         |                    |       |
|  | Bandera de la Provincia de Santa Fe            |                                                |                          |       | Rosario Central                         | 4                      |                        |                        |  |                                         |                    |                  |                  |  |                                      |                  |                  |                  |  |                                         |                                         |                  |             |  |  |                                         |                    |       |
|  | Bandera de la Provincia de Salta               | Central Norte (S)                              | 1                        |       |                                         |                        |                        |                        |  |                                         |                    |                  |                  |  |                                      |                  |                  |                  |  |                                         |                                         |                  |             |  |  |                                         |                    |       |
|  | Bandera de la Provincia de Salta               | Central Norte (S)                              | 1                        |       |                                         |                        |                        |                        |  |                                         |                    |                  |                  |  | Bandera de la Provincia del Chaco    | Chaco For Ever   | 1 (6)            |                  |  |                                         |                                         |                  |             |  |  |                                         |                    |       |
|  |                                                |                                                |                          |       |                                         |                        |                        |                        |  |                                         |                    |                  |                  |  | Bandera de la Provincia del Chaco    | Chaco For Ever   | 1 (6)            |                  |  |                                         |                                         |                  |             |  |  |                                         |                    |       |
|  |                                                | Bandera de la Provincia de Buenos Aires        | Defensa y Justicia       | 1 (7) |                                         |                        |                        |                        |  |                                         |                    |                  |                  |  |                                      |                  |                  |                  |  |                                         |                                         |                  |             |  |  |                                         |                    |       |
|  | Bandera de la Provincia de Buenos Aires        | Bandera de la Provincia de Buenos Aires        | Defensa y Justicia       | 1 (7) | Banfield                                | 3                      |                        |                        |  |                                         |                    |                  |                  |  |                                      |                  |                  |                  |  |                                         |                                         |                  |             |  |  |                                         |                    |       |
|  | Bandera de la Provincia de Buenos Aires        |                                                |                          |       | Banfield                                | 3                      |                        |                        |  |                                         |                    |                  |                  |  |                                      |                  |                  |                  |  |                                         |                                         |                  |             |  |  |                                         |                    |       |
|  | Bandera de la Provincia de Buenos Aires        | Argentino de Merlo                             | 0                        |       |                                         |                        |                        |                        |  |                                         |                    |                  |                  |  |                                      |                  |                  |                  |  |                                         |                                         |                  |             |  |  |                                         |                    |       |
|  | Bandera de la Provincia de Buenos Aires        | Argentino de Merlo                             | 0                        |       | Bandera de la Provincia de Buenos Aires | Banfield               | 0                      |                        |  |                                         |                    |                  |                  |  |                                      |                  |                  |                  |  |                                         |                                         |                  |             |  |  |                                         |                    |       |
|  |                                                |                                                |                          |       | Bandera de la Provincia de Buenos Aires | Banfield               | 0                      |                        |  |                                         |                    |                  |                  |  |                                      |                  |                  |                  |  |                                         |                                         |                  |             |  |  |                                         |                    |       |
|  |                                                | Bandera de la Provincia de Córdoba             | Estudiantes (RC)         | 1     |                                         |                        |                        |                        |  |                                         |                    |                  |                  |  |                                      |                  |                  |                  |  |                                         |                                         |                  |             |  |  |                                         |                    |       |
|  | Bandera de la Provincia de Tucumán             | Bandera de la Provincia de Córdoba             | Estudiantes (RC)         | 1     | Atlético Tucumán                        | 1                      |                        |                        |  |                                         |                    |                  |                  |  |                                      |                  |                  |                  |  |                                         |                                         |                  |             |  |  |                                         |                    |       |
|  | Bandera de la Provincia de Tucumán             |                                                |                          |       | Atlético Tucumán                        | 1                      |                        |                        |  |                                         |                    |                  |                  |  |                                      |                  |                  |                  |  |                                         |                                         |                  |             |  |  |                                         |                    |       |
|  | Bandera de la Provincia de Córdoba             | Estudiantes (RC)                               | 3                        |       |                                         |                        |                        |                        |  |                                         |                    |                  |                  |  |                                      |                  |                  |                  |  |                                         |                                         |                  |             |  |  |                                         |                    |       |
|  | Bandera de la Provincia de Córdoba             | Estudiantes (RC)                               | 3                        |       |                                         |                        |                        |                        |  | Bandera de la Provincia de Córdoba      | Estudiantes (RC)   | 0 (5)            |                  |  |                                      |                  |                  |                  |  |                                         |                                         |                  |             |  |  |                                         |                    |       |
|  |                                                |                                                |                          |       |                                         |                        |                        |                        |  | Bandera de la Provincia de Córdoba      | Estudiantes (RC)   | 0 (5)            |                  |  |                                      |                  |                  |                  |  |                                         |                                         |                  |             |  |  |                                         |                    |       |
|  |                                                | Bandera de la Provincia de Buenos Aires        | Defensa y Justicia       | 0 (6) |                                         |                        |                        |                        |  |                                         |                    |                  |                  |  |                                      |                  |                  |                  |  |                                         |                                         |                  |             |  |  |                                         |                    |       |
|  | Bandera de la Provincia de Buenos Aires        | Bandera de la Provincia de Buenos Aires        | Defensa y Justicia       | 0 (6) | Defensa y Justicia                      | 3                      |                        |                        |  |                                         |                    |                  |                  |  |                                      |                  |                  |                  |  |                                         |                                         |                  |             |  |  |                                         |                    |       |
|  | Bandera de la Provincia de Buenos Aires        |                                                |                          |       | Defensa y Justicia                      | 3                      |                        |                        |  |                                         |                    |                  |                  |  |                                      |                  |                  |                  |  |                                         |                                         |                  |             |  |  |                                         |                    |       |
|  | Bandera de la Provincia de Buenos Aires        | Ituzaingó                                      | 2                        |       |                                         |                        |                        |                        |  |                                         |                    |                  |                  |  |                                      |                  |                  |                  |  |                                         |                                         |                  |             |  |  |                                         |                    |       |
|  | Bandera de la Provincia de Buenos Aires        | Ituzaingó                                      | 2                        |       | Bandera de la Provincia de Buenos Aires | Defensa y Justicia     | 1                      |                        |  |                                         |                    |                  |                  |  |                                      |                  |                  |                  |  |                                         |                                         |                  |             |  |  |                                         |                    |       |
|  |                                                |                                                |                          |       | Bandera de la Provincia de Buenos Aires | Defensa y Justicia     | 1                      |                        |  |                                         |                    |                  |                  |  |                                      |                  |                  |                  |  |                                         |                                         |                  |             |  |  |                                         |                    |       |
|  |                                                | Bandera de la Provincia de Buenos Aires        | Centro Español           | 0     |                                         |                        |                        |                        |  |                                         |                    |                  |                  |  |                                      |                  |                  |                  |  |                                         |                                         |                  |             |  |  |                                         |                    |       |
|  | Bandera de la Provincia de Buenos Aires        | Bandera de la Provincia de Buenos Aires        | Centro Español           | 0     | Tigre                                   | 1 (4)                  |                        |                        |  |                                         |                    |                  |                  |  |                                      |                  |                  |                  |  |                                         |                                         |                  |             |  |  |                                         |                    |       |
|  | Bandera de la Provincia de Buenos Aires        |                                                |                          |       | Tigre                                   | 1 (4)                  |                        |                        |  |                                         |                    |                  |                  |  |                                      |                  |                  |                  |  |                                         |                                         |                  |             |  |  |                                         |                    |       |
|  | Bandera de la Provincia de Buenos Aires        | Centro Español                                 | 1 (5)                    |       |                                         |                        |                        |                        |  |                                         |                    |                  |                  |  |                                      |                  |                  |                  |  |                                         |                                         |                  |             |  |  |                                         |                    |       |
|  | Bandera de la Provincia de Buenos Aires        | Centro Español                                 | 1 (5)                    |       |                                         |                        |                        |                        |  |                                         |                    |                  |                  |  |                                      |                  |                  |                  |  | Bandera de la Provincia de Buenos Aires | Defensa y Justicia                      | 1                |             |  |  |                                         |                    |       |
|  |                                                |                                                |                          |       |                                         |                        |                        |                        |  |                                         |                    |                  |                  |  |                                      |                  |                  |                  |  | Bandera de la Provincia de Buenos Aires | Defensa y Justicia                      | 1                |             |  |  |                                         |                    |       |
|  |                                                |                                                |                          |       |                                         |                        |                        |                        |  |                                         |                    |                  |                  |  |                                      |                  |                  |                  |  |                                         | Bandera de la Ciudad de Buenos Aires    | San Lorenzo      | 0           |  |  |                                         |                    |       |
|  | Bandera de la Ciudad de Buenos Aires           | San Lorenzo                                    | 3                        |       |                                         |                        |                        |                        |  |                                         |                    |                  |                  |  |                                      |                  |                  |                  |  |                                         | Bandera de la Ciudad de Buenos Aires    | San Lorenzo      | 0           |  |  |                                         |                    |       |
|  | Bandera de la Ciudad de Buenos Aires           | San Lorenzo                                    | 3                        |       |                                         |                        |                        |                        |  |                                         |                    |                  |                  |  |                                      |                  |                  |                  |  |                                         |                                         |                  |             |  |  |                                         |                    |       |
|  | Bandera de la Provincia del Chaco              | Sarmiento (R)                                  | 0                        |       |                                         |                        |                        |                        |  |                                         |                    |                  |                  |  |                                      |                  |                  |                  |  |                                         |                                         |                  |             |  |  |                                         |                    |       |
|  | Bandera de la Provincia del Chaco              | Sarmiento (R)                                  | 0                        |       | Bandera de la Ciudad de Buenos Aires    | San Lorenzo            | 0 (4)                  |                        |  |                                         |                    |                  |                  |  |                                      |                  |                  |                  |  |                                         |                                         |                  |             |  |  |                                         |                    |       |
|  |                                                |                                                |                          |       | Bandera de la Ciudad de Buenos Aires    | San Lorenzo            | 0 (4)                  |                        |  |                                         |                    |                  |                  |  |                                      |                  |                  |                  |  |                                         |                                         |                  |             |  |  |                                         |                    |       |
|  |                                                | Bandera de la Provincia de Buenos Aires        | Platense                 | 0 (3) |                                         |                        |                        |                        |  |                                         |                    |                  |                  |  |                                      |                  |                  |                  |  |                                         |                                         |                  |             |  |  |                                         |                    |       |
|  | Bandera de la Provincia de Buenos Aires        | Bandera de la Provincia de Buenos Aires        | Platense                 | 0 (3) | Platense                                | 2                      |                        |                        |  |                                         |                    |                  |                  |  |                                      |                  |                  |                  |  |                                         |                                         |                  |             |  |  |                                         |                    |       |
|  | Bandera de la Provincia de Buenos Aires        |                                                |                          |       | Platense                                | 2                      |                        |                        |  |                                         |                    |                  |                  |  |                                      |                  |                  |                  |  |                                         |                                         |                  |             |  |  |                                         |                    |       |
|  | Bandera de la Ciudad de Buenos Aires           | Defensores de Belgrano                         | 0                        |       |                                         |                        |                        |                        |  |                                         |                    |                  |                  |  |                                      |                  |                  |                  |  |                                         |                                         |                  |             |  |  |                                         |                    |       |
|  | Bandera de la Ciudad de Buenos Aires           | Defensores de Belgrano                         | 0                        |       |                                         |                        |                        |                        |  | Bandera de la Ciudad de Buenos Aires    | San Lorenzo        | 1                |                  |  |                                      |                  |                  |                  |  |                                         |                                         |                  |             |  |  |                                         |                    |       |
|  |                                                |                                                |                          |       |                                         |                        |                        |                        |  | Bandera de la Ciudad de Buenos Aires    | San Lorenzo        | 1                |                  |  |                                      |                  |                  |                  |  |                                         |                                         |                  |             |  |  |                                         |                    |       |
|  |                                                | Bandera de la Provincia de Córdoba             | Belgrano                 | 0     |                                         |                        |                        |                        |  |                                         |                    |                  |                  |  |                                      |                  |                  |                  |  |                                         |                                         |                  |             |  |  |                                         |                    |       |
|  | Bandera de la Provincia de Córdoba             | Bandera de la Provincia de Córdoba             | Belgrano                 | 0     | Belgrano                                | 2                      |                        |                        |  |                                         |                    |                  |                  |  |                                      |                  |                  |                  |  |                                         |                                         |                  |             |  |  |                                         |                    |       |
|  | Bandera de la Provincia de Córdoba             |                                                |                          |       | Belgrano                                | 2                      |                        |                        |  |                                         |                    |                  |                  |  |                                      |                  |                  |                  |  |                                         |                                         |                  |             |  |  |                                         |                    |       |
|  | Bandera de la Provincia de Mendoza             | Independiente Rivadavia                        | 0                        |       |                                         |                        |                        |                        |  |                                         |                    |                  |                  |  |                                      |                  |                  |                  |  |                                         |                                         |                  |             |  |  |                                         |                    |       |
|  | Bandera de la Provincia de Mendoza             | Independiente Rivadavia                        | 0                        |       | Bandera de la Provincia de Córdoba      | Belgrano               | 1                      |                        |  |                                         |                    |                  |                  |  |                                      |                  |                  |                  |  |                                         |                                         |                  |             |  |  |                                         |                    |       |
|  |                                                |                                                |                          |       | Bandera de la Provincia de Córdoba      | Belgrano               | 1                      |                        |  |                                         |                    |                  |                  |  |                                      |                  |                  |                  |  |                                         |                                         |                  |             |  |  |                                         |                    |       |
|  |                                                | Bandera de la Provincia de Buenos Aires        | Claypole                 | 0     |                                         |                        |                        |                        |  |                                         |                    |                  |                  |  |                                      |                  |                  |                  |  |                                         |                                         |                  |             |  |  |                                         |                    |       |
|  | Bandera de la Provincia de Santa Fe            | Bandera de la Provincia de Buenos Aires        | Claypole                 | 0     | Newell's Old Boys                       | 0                      |                        |                        |  |                                         |                    |                  |                  |  |                                      |                  |                  |                  |  |                                         |                                         |                  |             |  |  |                                         |                    |       |
|  | Bandera de la Provincia de Santa Fe            |                                                |                          |       | Newell's Old Boys                       | 0                      |                        |                        |  |                                         |                    |                  |                  |  |                                      |                  |                  |                  |  |                                         |                                         |                  |             |  |  |                                         |                    |       |
|  | Bandera de la Provincia de Buenos Aires        | Claypole                                       | 1                        |       |                                         |                        |                        |                        |  |                                         |                    |                  |                  |  |                                      |                  |                  |                  |  |                                         |                                         |                  |             |  |  |                                         |                    |       |
|  | Bandera de la Provincia de Buenos Aires        | Claypole                                       | 1                        |       |                                         |                        |                        |                        |  |                                         |                    |                  |                  |  | Bandera de la Ciudad de Buenos Aires | San Lorenzo      | 1                |                  |  |                                         |                                         |                  |             |  |  |                                         |                    |       |
|  |                                                |                                                |                          |       |                                         |                        |                        |                        |  |                                         |                    |                  |                  |  | Bandera de la Ciudad de Buenos Aires | San Lorenzo      | 1                |                  |  |                                         |                                         |                  |             |  |  |                                         |                    |       |
|  |                                                | Bandera de la Provincia de San Juan            | San Martín (SJ)          | 0     |                                         |                        |                        |                        |  |                                         |                    |                  |                  |  |                                      |                  |                  |                  |  |                                         |                                         |                  |             |  |  |                                         |                    |       |
|  | Bandera de la Provincia de Entre Ríos          | Bandera de la Provincia de San Juan            | San Martín (SJ)          | 0     | Patronato                               | 2                      |                        |                        |  |                                         |                    |                  |                  |  |                                      |                  |                  |                  |  |                                         |                                         |                  |             |  |  |                                         |                    |       |
|  | Bandera de la Provincia de Entre Ríos          |                                                |                          |       | Patronato                               | 2                      |                        |                        |  |                                         |                    |                  |                  |  |                                      |                  |                  |                  |  |                                         |                                         |                  |             |  |  |                                         |                    |       |
|  | Bandera de la Provincia de Salta               | Gimnasia y Tiro (S)                            | 0                        |       |                                         |                        |                        |                        |  |                                         |                    |                  |                  |  |                                      |                  |                  |                  |  |                                         |                                         |                  |             |  |  |                                         |                    |       |
|  | Bandera de la Provincia de Salta               | Gimnasia y Tiro (S)                            | 0                        |       | Bandera de la Provincia de Entre Ríos   | Patronato              | 1                      |                        |  |                                         |                    |                  |                  |  |                                      |                  |                  |                  |  |                                         |                                         |                  |             |  |  |                                         |                    |       |
|  |                                                |                                                |                          |       | Bandera de la Provincia de Entre Ríos   | Patronato              | 1                      |                        |  |                                         |                    |                  |                  |  |                                      |                  |                  |                  |  |                                         |                                         |                  |             |  |  |                                         |                    |       |
|  |                                                | Bandera de la Ciudad de Buenos Aires           | Argentinos Juniors       | 2     |                                         |                        |                        |                        |  |                                         |                    |                  |                  |  |                                      |                  |                  |                  |  |                                         |                                         |                  |             |  |  |                                         |                    |       |
|  | Bandera de la Ciudad de Buenos Aires           | Bandera de la Ciudad de Buenos Aires           | Argentinos Juniors       | 2     | Argentinos Juniors                      | 3                      |                        |                        |  |                                         |                    |                  |                  |  |                                      |                  |                  |                  |  |                                         |                                         |                  |             |  |  |                                         |                    |       |
|  | Bandera de la Ciudad de Buenos Aires           |                                                |                          |       | Argentinos Juniors                      | 3                      |                        |                        |  |                                         |                    |                  |                  |  |                                      |                  |                  |                  |  |                                         |                                         |                  |             |  |  |                                         |                    |       |
|  | Bandera de la Provincia de Buenos Aires        | Deportivo Armenio                              | 0                        |       |                                         |                        |                        |                        |  |                                         |                    |                  |                  |  |                                      |                  |                  |                  |  |                                         |                                         |                  |             |  |  |                                         |                    |       |
|  | Bandera de la Provincia de Buenos Aires        | Deportivo Armenio                              | 0                        |       |                                         |                        |                        |                        |  | Bandera de la Ciudad de Buenos Aires    | Argentinos Juniors | 0                |                  |  |                                      |                  |                  |                  |  |                                         |                                         |                  |             |  |  |                                         |                    |       |
|  |                                                |                                                |                          |       |                                         |                        |                        |                        |  | Bandera de la Ciudad de Buenos Aires    | Argentinos Juniors | 0                |                  |  |                                      |                  |                  |                  |  |                                         |                                         |                  |             |  |  |                                         |                    |       |
|  |                                                | Bandera de la Provincia de San Juan            | San Martín (SJ)          | 1     |                                         |                        |                        |                        |  |                                         |                    |                  |                  |  |                                      |                  |                  |                  |  |                                         |                                         |                  |             |  |  |                                         |                    |       |
|  | Bandera de la Provincia de Buenos Aires        | Bandera de la Provincia de San Juan            | San Martín (SJ)          | 1     | Aldosivi                                | 0                      |                        |                        |  |                                         |                    |                  |                  |  |                                      |                  |                  |                  |  |                                         |                                         |                  |             |  |  |                                         |                    |       |
|  | Bandera de la Provincia de Buenos Aires        |                                                |                          |       | Aldosivi                                | 0                      |                        |                        |  |                                         |                    |                  |                  |  |                                      |                  |                  |                  |  |                                         |                                         |                  |             |  |  |                                         |                    |       |
|  | Bandera de la Provincia de San Juan            | San Martín (SJ)                                | 1                        |       |                                         |                        |                        |                        |  |                                         |                    |                  |                  |  |                                      |                  |                  |                  |  |                                         |                                         |                  |             |  |  |                                         |                    |       |
|  | Bandera de la Provincia de San Juan            | San Martín (SJ)                                | 1                        |       | Bandera de la Provincia de San Juan     | San Martín (SJ)        | 2 (5)                  |                        |  |                                         |                    |                  |                  |  |                                      |                  |                  |                  |  |                                         |                                         |                  |             |  |  |                                         |                    |       |
|  |                                                |                                                |                          |       | Bandera de la Provincia de San Juan     | San Martín (SJ)        | 2 (5)                  |                        |  |                                         |                    |                  |                  |  |                                      |                  |                  |                  |  |                                         |                                         |                  |             |  |  |                                         |                    |       |
|  |                                                | Bandera de la Ciudad de Buenos Aires           | Vélez Sarsfield          | 2 (4) |                                         |                        |                        |                        |  |                                         |                    |                  |                  |  |                                      |                  |                  |                  |  |                                         |                                         |                  |             |  |  |                                         |                    |       |
|  | Bandera de la Ciudad de Buenos Aires           | Bandera de la Ciudad de Buenos Aires           | Vélez Sarsfield          | 2 (4) | Vélez Sarsfield                         | 5                      |                        |                        |  |                                         |                    |                  |                  |  |                                      |                  |                  |                  |  |                                         |                                         |                  |             |  |  |                                         |                    |       |
|  | Bandera de la Ciudad de Buenos Aires           |                                                |                          |       | Vélez Sarsfield                         | 5                      |                        |                        |  |                                         |                    |                  |                  |  |                                      |                  |                  |                  |  |                                         |                                         |                  |             |  |  |                                         |                    |       |
|  | Bandera de la Ciudad de Buenos Aires           | Deportivo Español                              | 1                        |       |                                         |                        |                        |                        |  |                                         |                    |                  |                  |  |                                      |                  |                  |                  |  |                                         |                                         |                  |             |  |  |                                         |                    |       |

### Treintaidosavos de final
Esta fase la disputaron los sesenta y cuatro clasificados. Entre el 24 de enero y el 27 de junio se enfrentaron a partido único en estadio neutral y pasaron a la siguiente ronda los treinta y dos ganadores.
| Fecha         | Estadio                            | Equipo 1                | Resultado     | Equipo 2                |
| ------------- | ---------------------------------- | ----------------------- | ------------- | ----------------------- |
| 24 de enero   | Brigadier General Estanislao López | Patronato               | 2 - 0         | Gimnasia y Tiro (S)     |
| 1 de febrero  | Juan Carmelo Zerillo               | Defensa y Justicia      | 3 - 2         | Ituzaingó               |
| 1 de febrero  | Ciudad de Caseros                  | Huracán                 | 4 - 1         | Yupanqui                |
| 8 de febrero  | Centenario Ciudad de Quilmes       | Estudiantes (LP)        | 3 - 0         | Independiente (C)       |
| 8 de febrero  | Nuevo Francisco Urbano             | Tigre                   | (4) 1 - 1 (5) | Centro Español          |
| 22 de febrero | Norberto Tomaghello                | Gimnasia y Esgrima (LP) | (5) 1 - 1 (6) | Excursionistas          |
| 22 de febrero | Único de San Nicolás               | Newell's Old Boys       | 0 - 1         | Claypole                |
| 22 de febrero | Centenario                         | Racing Club             | 3 - 1         | San Martín (F)          |
| 8 de marzo    | Brigadier General Estanislao López | Sarmiento (J)           | (5) 0 - 0 (6) | Chaco For Ever          |
| 8 de marzo    | Único Madre de Ciudades            | River Plate             | 3 - 0         | Racing (C)              |
| 15 de marzo   | Juan Carmelo Zerillo               | Argentinos Juniors      | 3 - 0         | Deportivo Armenio       |
| 15 de marzo   | Brigadier General Estanislao López | San Lorenzo             | 3 - 0         | Sarmiento (R)           |
| 25 de marzo   | Centenario                         | Boca Juniors            | 2 - 1         | Olimpo                  |
| 26 de marzo   | Único Diego Armando Maradona       | Independiente           | 3 - 0         | Ciudad de Bolívar       |
| 19 de abril   | 15 de abril                        | San Martín (T)          | 2 - 0         | Deportivo Morón         |
| 26 de abril   | Carlos Augusto Mercado Luna        | Belgrano                | 2 - 0         | Independiente Rivadavia |
| 26 de abril   | Único de San Nicolás               | Colón                   | 2 - 0         | Colegiales              |
| 2 de mayo     | Eva Perón                          | Arsenal                 | (6) 1 - 1 (7) | Villa Mitre             |
| 3 de mayo     | Centenario Ciudad de Quilmes       | Platense                | 2 - 0         | Defensores de Belgrano  |
| 9 de mayo     | Único de San Nicolás               | Unión                   | (3) 1 - 1 (4) | Almagro                 |
| 10 de mayo    | Ciudad de Vicente López            | Barracas Central        | 1 - 0         | Estudiantes (BA)        |
| 11 de mayo    | Ciudad de Caseros                  | Lanús                   | 3 - 1         | Sol de Mayo             |
| 16 de mayo    | Brigadier General Estanislao López | Atlético Tucumán        | 1 - 3         | Estudiantes (RC)        |
| 17 de mayo    | Juan Carmelo Zerillo               | Gimnasia y Esgrima (M)  | (2) 0 - 0 (4) | All Boys                |
| 24 de mayo    | Carlos Augusto Mercado Luna        | Central Córdoba (SdE)   | 3 - 0         | Comunicaciones          |
| 24 de mayo    | Único de San Nicolás               | Rosario Central         | 4 - 1         | Central Norte (S)       |
| 6 de junio    | Carlos Augusto Mercado Luna        | Talleres (C)            | 2 - 0         | Chacarita Juniors       |
| 7 de junio    | Centenario Ciudad de Quilmes       | Vélez Sarsfield         | 5 - 1         | Deportivo Español       |
| 7 de junio    | 23 de agosto                       | Instituto               | 2 - 1         | Deportivo Riestra       |
| 14 de junio   | Ciudad de Caseros                  | Aldosivi                | 0 - 1         | San Martín (SJ)         |
| 19 de junio   | Único Diego Armando Maradona       | Banfield                | 3 - 0         | Argentino de Merlo      |
| 27 de junio   | Julio César Villagra               | Godoy Cruz              | 3 - 1         | Defensores Unidos       |

### Dieciseisavos de final
Esta fase la disputaron los ganadores de los treintaidosavos de final. Entre el 19 de julio y el 15 de agosto se enfrentaron a partido único en estadio neutral y pasaron a la siguiente ronda los dieciséis ganadores.
| Fecha        | Estadio                            | Equipo 1           | Resultado     | Equipo 2              |
| ------------ | ---------------------------------- | ------------------ | ------------- | --------------------- |
| 19 de julio  | Juan Carmelo Zerillo               | Defensa y Justicia | 1 - 0         | Centro Español        |
| 19 de julio  | Mario Alberto Kempes               | Racing Club        | 2 - 1         | San Martín (T)        |
| 20 de julio  | Julio César Villagra               | San Martín (SJ)    | (5) 2 - 2 (4) | Vélez Sarsfield       |
| 20 de julio  | Alfredo Beranger                   | Villa Mitre        | (4) 0 - 0 (2) | Godoy Cruz            |
| 20 de julio  | Único Madre de Ciudades            | Barracas Central   | 1 - 2         | Boca Juniors          |
| 20 de julio  | Malvinas Argentinas                | River Plate        | 0 - 1         | Talleres (C)          |
| 25 de julio  | Centenario Ciudad de Quilmes       | All Boys           | 0 - 1         | Estudiantes (LP)      |
| 25 de julio  | Eva Perón                          | Patronato          | 1 - 2         | Argentinos Juniors    |
| 26 de julio  | Nuevo Francisco Urbano             | Excursionistas     | 1 - 4         | Almagro               |
| 26 de julio  | Ciudad de Lanús                    | San Lorenzo        | (4) 0 - 0 (3) | Platense              |
| 2 de agosto  | Mario Alberto Kempes               | Chaco For Ever     | 1 - 0         | Rosario Central       |
| 3 de agosto  | Único Diego Armando Maradona       | Banfield           | 0 - 1         | Estudiantes (RC)      |
| 3 de agosto  | Eva Perón                          | Belgrano           | 1 - 0         | Claypole              |
| 9 de agosto  | Brigadier General Estanislao López | Instituto          | 0 - 2         | Huracán               |
| 15 de agosto | Eva Perón                          | Colón              | 2 - 0         | Lanús                 |
| 15 de agosto | Mario Alberto Kempes               | Independiente      | (7) 0 - 0 (6) | Central Córdoba (SdE) |

### Octavos de final
Esta fase la disputaron los ganadores de los dieciseisavos de final. Entre el 23 de agosto y el 10 de septiembre se enfrentaron a partido único en estadio neutral y pasaron a la siguiente ronda los ocho ganadores.
| Fecha            | Estadio                            | Equipo 1           | Resultado     | Equipo 2           |
| ---------------- | ---------------------------------- | ------------------ | ------------- | ------------------ |
| 23 de agosto     | Centenario Ciudad de Quilmes       | Villa Mitre        | (3) 0 - 0 (4) | Chaco For Ever     |
| 30 de agosto     | Malvinas Argentinas                | Talleres (C)       | (3) 2 - 2 (1) | Colón              |
| 30 de agosto     | Julio César Villagra               | Argentinos Juniors | 0 - 1         | San Martín (SJ)    |
| 30 de agosto     | Brigadier General Estanislao López | San Lorenzo        | 1 - 0         | Belgrano           |
| 6 de septiembre  | Brigadier General Estanislao López | Estudiantes (RC)   | (5) 0 - 0 (6) | Defensa y Justicia |
| 9 de septiembre  | Malvinas Argentinas                | Independiente      | (1) 1 - 1 (3) | Estudiantes (LP)   |
| 9 de septiembre  | Mario Alberto Kempes               | Racing Club        | 3 - 5         | Huracán            |
| 10 de septiembre | Carlos Augusto Mercado Luna        | Almagro            | (3) 2 - 2 (4) | Boca Juniors       |

### Cuartos de final
Esta fase la disputaron los ganadores de los octavos de final. Entre el 10 y el 15 de octubre se enfrentaron a partido único en estadio neutral y los cuatro ganadores clasificaron a las semifinales.
| Fecha         | Estadio             | Equipo 1       | Resultado     | Equipo 2           |
| ------------- | ------------------- | -------------- | ------------- | ------------------ |
| 10 de octubre | Juan Gilberto Funes | San Lorenzo    | 1 - 0         | San Martín (SJ)    |
| 11 de octubre | 15 de abril         | Chaco For Ever | (6) 1 - 1 (7) | Defensa y Justicia |
| 13 de octubre | Marcelo Bielsa      | Huracán        | 0 - 2         | Estudiantes (LP)   |
| 15 de octubre | Malvinas Argentinas | Talleres (C)   | (1) 1 - 1 (4) | Boca Juniors       |

### Semifinales
Esta fase la disputaron los ganadores de los cuartos de final. El 22 y el 23 de noviembre se enfrentaron a partido único en estadio neutral y los ganadores clasificaron a la final. 
| Fecha           | Estadio              | Equipo 1           | Resultado | Equipo 2         |
| --------------- | -------------------- | ------------------ | --------- | ---------------- |
| 22 de noviembre | Mario Alberto Kempes | Boca Juniors       | 2 - 3     | Estudiantes (LP) |
| 23 de noviembre | Ciudad de Lanús      | Defensa y Justicia | 1 - 0     | San Lorenzo      |

### Final
Esta fase la disputaron los ganadores de las semifinales. Se enfrentaron, a partido único, el 13 de diciembre. 
| Fecha           | Estadio         | Equipo 1         | Resultado | Equipo 2           |
| --------------- | --------------- | ---------------- | --------- | ------------------ |
| 13 de diciembre | Ciudad de Lanús | Estudiantes (LP) | 1 - 0     | Defensa y Justicia |

## Goleadores
| Jugador             | Equipo                | Goles |
| ------------------- | --------------------- | ----- |
| Gabriel Ávalos      | Argentinos Juniors    | 3     |
| Enzo Fernández      | Almagro               | 3     |
| Miguel Merentiel    | Boca Juniors          | 3     |
| Gastón Benavídez    | Talleres (C)          | 2     |
| Nicolás Blandi      | San Lorenzo           | 2     |
| Mauro Boselli       | Estudiantes (LP)      | 2     |
| Guido Carrillo      | Estudiantes (LP)      | 2     |
| Jonathan Dellarossa | Chaco For Ever        | 2     |
| Nicolás Fernández   | Defensa y Justicia    | 2     |
| Tomás Galván        | Colón                 | 2     |
| Lucas Gamba         | Central Córdoba (SdE) | 2     |
| Milton Giménez      | Banfield              | 2     |
| Federico Girotti    | San Lorenzo           | 2     |
| Lucas Janson        | Vélez Sarsfield       | 2     |
| Adrián Martínez     | Instituto             | 2     |
| Mauro Méndez        | Estudiantes (LP)      | 2     |
| Renzo Reynaga       | Estudiantes (RC)      | 2     |
| Maximiliano Romero  | Racing Club           | 2     |
| Ignacio Russo       | Patronato             | 2     |
| Ramón Sosa          | Talleres (C)          | 2     |
| Gastón Verón        | Argentinos Juniors    | 2     |

## Equipo ideal
| Pos.           | Futbolista           | Equipo                  |
| Equipo titular | Equipo titular       | Equipo titular          |
| -------------- | -------------------- | ----------------------- |
| Guardameta     | Enrique Bologna      | Defensa y Justicia      |
| Defensa        | Eros Mancuso         | Estudiantes de La Plata |
| Defensa        | Rafael Enrique Pérez | San Lorenzo             |
| Defensa        | Tomás Cardona        | Defensa y Justicia      |
| Centrocampista | Enzo Fernández       | Almagro                 |
| Centrocampista | José Sosa            | Estudiantes de La Plata |
| Centrocampista | Alexis Vega          | San Martín de San Juan  |
| Centrocampista | Gastón Togni         | Defensa y Justicia      |
| Delantero      | Miguel Merentiel     | Boca Juniors            |
| Delantero      | Guido Carrillo       | Estudiantes de La Plata |
| Delantero      | Jonathan Dellarossa  | Chaco For Ever          |
| Suplentes      |                      |                         |
| Guardameta     | Luciano Silva        | Chaco For Ever          |
| Guardameta     | Augusto Batalla      | San Lorenzo             |
| Defensa        | Leonardo Godoy       | Estudiantes de La Plata |
| Defensa        | Gastón Benavídez     | Talleres (C)            |
| Centrocampista | Cristian Medina      | Boca Juniors            |
| Centrocampista | Tomás Galván         | Colón                   |
| Delantero      | Ramón Sosa           | Talleres (C)            |
| Delantero      | Gabriel Ávalos       | Argentinos Juniors      |
| Delantero      | Federico Girotti     | San Lorenzo             |
| Delantero      | Nicolás Fernández    | Defensa y Justicia      |
| Delantero      | Mauro Boselli        | Estudiantes de La Plata |
| Delantero      | Mauro Méndez         | Estudiantes de La Plata |
| Entrenador     | Eduardo Domínguez    | Estudiantes de La Plata |